# Tyrannochthonius laevis
Tyrannochthonius laevis és una espècie d'aràcnid de l'ordre Pseudoscorpionida de la família Chthoniidae. Fou descrita per primera vegada per Max Walter Peter Beier l'any 1966. que es troba a Austràlia.